# Melody Cooper
Melody Cooper (Nueva Plymouth, 16 de marzo de 1983) es una exjugadora neozelandesa de hockey sobre césped.

## Trayectoria
Cooper debutó con la selección de neozelandesa en 2001. Tuvo su primera participación olímpica en los Juegos Olímpicos de Londres 2012. En el torneo llegó a semifinales, donde perdió ante Países Bajos. En el partido por la medalla de bronce perdió ante Reino Unido.